# Collège de Saint-Denis
Le Collège de Saint-Denis est un collège de l'ancienne université de Paris.

### Les collèges des ordres religieux à Paris
| Liste des collèges des ordres réguliers à Paris |                   |                                                                                                 |                                                       |
| Nom du collège                                  | Date de fondation | Fondateur                                                                                       | Adresse actuelle                                      |
| Collège des Cordeliers                          | 1217              | Ordre des franciscains                                                                          | Rue Antoine-Dubois                                    |
| Collège des Jacobins                            | 1217              | Ordre des dominicains                                                                           | Rue Saint-Jacques                                     |
| Collège des Bernardins                          | 1246              | Étienne de Lexington, abbé de Clairvaux                                                         | Rues de Poissy et de Pontoise                         |
| Collège des Prémontrés                          | 1255              | Ordre de Prémontré                                                                              | Angle des rues de l’École-de-Médecine et Hautefeuille |
| Collège des Carmes                              | 1255              | Ordre des Carmes                                                                                | Rue des Carmes                                        |
| Collège des Augustins                           | 1259              | Chapitre général de Padoue, puis Gilles de Rome, confesseur de Philippe IV                      | 53-55, quai des Grands-Augustins                      |
| Collège de Cluny                                | 1260 1269         | Ordre de Saint-Benoît-Bénédictin, Yves de Vergy, puis son neveu Yves de Chasant, abbés de Cluny | 1-3, place de la Sorbonne                             |
| Collège de Saint-Denis                          | 1263 1266         | Matthieu de Vendôme, abbé de Saint-Denis                                                        | 21, rue des Grands-Augustins et sous la rue Christine |
| Collège de Marmoutiers                          | 1329              | Geoffroy du Plessis, conseiller de Philippe IV et notaire pontifical                            | Emplacement du lycée Louis-le-Grand                   |